# Union (Washington)
Union az Amerikai Egyesült Államok északnyugati részén, Washington állam Mason megyéjében elhelyezkedő statisztikai település. A 2010. évi népszámlálási adatok alapján 631 lakosa van.
A település nevét Willson és Anderson kereskedőktől kapta.

## Fordítás
- Ez a szócikk részben vagy egészben  az   Union, Washington című angol Wikipédia-szócikk ezen változatának fordításán alapul.  Az eredeti cikk szerkesztőit annak laptörténete sorolja fel. Ez a jelzés csupán a megfogalmazás eredetét és a szerzői jogokat jelzi, nem szolgál a cikkben szereplő információk forrásmegjelöléseként.